# Шенгавит (электродепо)
«Шенгави́т» (арм. Շենգավիթ) — электродепо Ереванского метрополитена, сдано в эксплуатацию 26 декабря 1985 года.
При депо располагается однопутная станция «Чарбах», через которую осуществляется челночное движение до станции «Шенгавит».
До открытия депо «Шенгавит», в 1981—1985 годах, Ереванский метрополитен обходился без полноценного депо, для технического обслуживания поездов использовались два тупика у станции «Сасунци Давид». После открытия депо на этих путях разместилась мойка вагонов.
В депо «Шенгавит» имеется 16 канав для электроподвижного состава (крайний неф, в котором могут размещаться ещё 4 канавы, пустует), а также мотодепо. Рядом с депо на отдельной территории размещаются объединённые мастерские по ремонту подвижного состава.
По состоянию на 1999 год, в депо имелось 70 вагонов.

## История

### Обслуживаемые линии
| # | Линия                                        | Годы        |
| - | -------------------------------------------- | ----------- |
| 1 | Первая линия                                 | C 1981 года |
| 2 | Вторая линия (перегон «Чарбах» — «Шенгавит») | С 1996 года |

## Подвижной состав

### Пассажирский подвижной состав
- 81-714 — с 1981 по 1998 года
- 81-717 — с 1981 года
- 81-717M/714М — с 2011 года
- 81-717М — с 2 января 2018 года